# Николо-Хованское
Николо-Хованское — деревня в Новомосковском административном округе Москвы (до 1 июля 2012 года была в составе Ленинского района Московской области). Входит в состав района Коммунарка.

## Население
| 1859 | 1890 | 1899 | 1926 | 2002 | 2006 | 2010 |
| ---- | ---- | ---- | ---- | ---- | ---- | ---- |
| 240  | ↗319 | ↗336 | ↗353 | ↘109 | ↘82  | ↗125 |

Согласно Всероссийской переписи, в 2002 году в деревне проживало 109 человек (46 мужчин и 63 женщины).

## География
Деревня Николо-Хованское находится в северо-восточной части Новомосковского административного округа, примерно в 20 км к юго-западу от центра города Москвы и 6 км к востоку от центра города Московский на реке Сосенке бассейна Пахры.
В 2 км к юго-востоку от деревни проходит Калужское шоссе А130, в 4 км к северу — Киевское шоссе М3, в 3 км к северо-востоку — Московская кольцевая автодорога, в 8 км к северу — линия Киевского направления Московской железной дороги.
В деревне одна улица — Николо-Хованская. Ближайшие населённые пункты — деревни Мамыри и Прокшино.

## История
Изначально называлось Поповкой и было деревней. В XVII веке деревней владели Хованские — Андрей Андреевич (с 1627) и Иван Андреевич (с 1639 по 1682 годы). По выстроенной ими церкви Николая Чудотворца деревня стала называться сельцом Никольским (сначала — Никольское-в-Пленниках); в народе называлась Хованским. До снесения церкви (по ветхости) около 1772 года Никольское было уже не сельцом, а поместным и вотчинным селом.
В XVIII веке владельцами села (до 1801 года) стала семья Тютчевых; в книге В. С. Кусова «Земли Московской губернии в XVIII веке» (М.: Изд. дом «Московия», 2004. — ISBN 5-7151-0081-X) указано: «Никольское Сосенского стана, совместное владение Аграфены Николаевны Тютчевой и Марфы Николаевны Измайловой». В это время в состав владения вошла деревня Анисово. Несколько позже, в 1810-е годы — добавилась деревня Саврасово. В 1829—1851 годах владельцем был Геннадий Владимирович Грудев.
В «Списке населённых мест» 1862 года — владельческое сельцо 1-го стана Подольского уезда Московской губернии по правую сторону старокалужского тракта, в 20 верстах от уездного города и 35 верстах от становой квартиры, при речке Сосенке и прудах, с 29 дворами и 240 жителями (120 мужчин, 120 женщин).
По данным на 1890 год — сельцо Десенской волости Подольского уезда с 319 жителями.
В 1913 году — 65 дворов, земское училище и имение баронессы Шеппинг, жены барона Д. О. Шеппинга. В 20-е годы XX века Никольское было переименовано в Николо-Хованское.
По материалам Всесоюзной переписи населения 1926 года — центр Никольско-Хованьского сельсовета Десенской волости Подольского уезда в 1,1 км от Калужского шоссе и 10,7 км от станции Внуково Киево-Воронежской железной дороги, проживало 353 жителя (151 мужчина, 202 женщины), насчитывалось 72 крестьянских хозяйства, был организован совхоз, работала школа.
С 1929 до 2012 гг. — населённый пункт Московской области в составе Красно-Пахорского района (1929—1946); Калининского района (1946—1957); Ленинского района (1957—1960, 1965—2012); Ульяновского района (1960—1963); Ленинского укрупнённого сельского района (1963—1965).
С 2012 года — в составе города Москвы.
В 2020 году у края деревни построена станция метро «Прокшино».

## Улицы
В окрестностях Николо-Хованского находятся улицы Братьев Гранат и Лобановский Лес, переулок Шеппинга, Прокшинский проспект и набережная Афанасия Фета.

## Достопримечательности
Рядом с деревней находится Хованское кладбище с находящимися на его территории церковью Иоанна Предтечи, а также часовнями Икона Божией Матери Владимирская, Марины Преподобной и Николая Чудотворца.
Также здесь функционировала крупнейшая в Европе свалка.